# Samuel Ruiz García
Samuel Ruiz García (3 tháng 11 năm 1924 tại Irapuato, Guanajuato – 24 tháng 1 năm 2011) là một giáo sĩ Công giáo cấp cao (prelate) người México, làm quyền Giám mục giáo phận San Cristóbal de las Casas, Chiapas, từ năm 1959 tới 1999. 

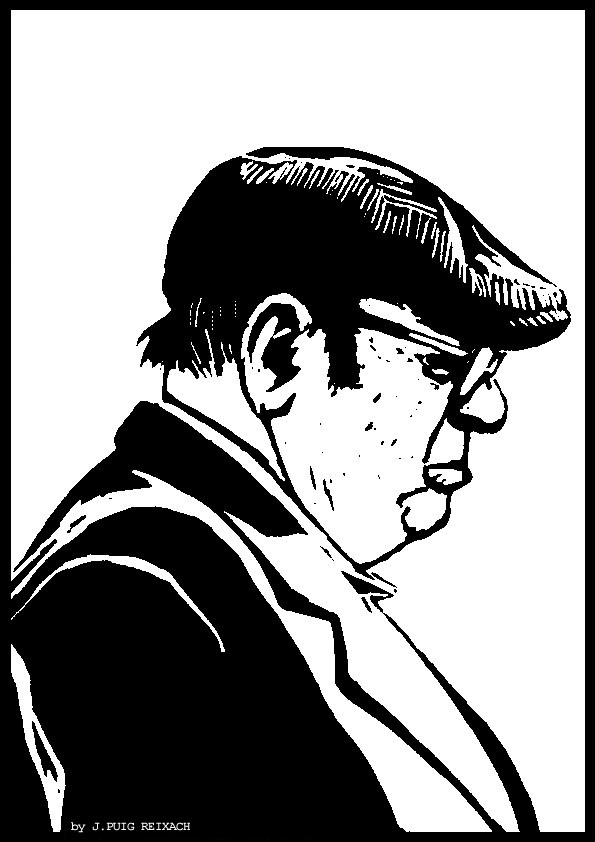
Samuel Ruiz García (ảnh minh họa)

Khu vực này ở Mexico là khu vực dân cư bản xứ nghèo khó. Khoảng 40.000 người bản xứ đã nhận sự giúp đỡ dưới nhiều hình thức từ vị Giám mục này trên 10 năm. Samuel Ruiz cũng giúp hòa giải trong các cuộc xung đột ở Trung Mỹ và bảo vệ cư dân bản xứ ở Mexico, ở Trung Mỹ cũng như ở Nam Mỹ. 
Ông đã góp phần vào việc làm giảm tình trạng khó khăn giữa chính phủ Mexico và phong trào "Ejército Zapatista de Liberación Nacional" (Đội quân Giải phóng quốc gia Zapatista). Ông cũng đã chủ sự lễ an táng của 45 thành viên nhóm xã hội dân sự Las Abejas sau khi bị thảm sát ở Acteal năm 1997.

## Giải thưởng
- 1996 Giải Pacem in Terris.
- 1997 Giải Martin Ennals.
- 2000 Giải quốc tế Simón Bolívar của UNESCO cho các nỗ lực đấu tranh chống nghèo khó, bạo lực, tham nhũng cùng sự giúp đỡ của ông tạo sự hiểu biết lẫn nhau giữa các người châu Mỹ Latin.
- 2002 Giải Niwano Hòa bình.